# 多羅格 (錫涅利尼科沃區)
48°30′14″N 35°20′56″E / 48.50389°N 35.34889°E
多羅格（烏克蘭語：Дороге），是烏克蘭的村落，位於該國中部第聶伯羅彼得羅夫斯克州，由錫涅利尼科沃區負責管轄，距離什羅科斯莫連卡1公里，海拔高度65米，2001年人口80。